# Pomiechowo
Pomiechowo – wieś sołecka w Polsce położona w województwie mazowieckim, w powiecie nowodworskim, w gminie Pomiechówek. Wieś leży nad Wkrą około 1 km od jej ujścia do Narwi. 
Do 1952 roku miejscowość należała do gminy Pomiechowo. W latach 1975–1998 miejscowość administracyjnie należała do województwa warszawskiego. 
Wieś często mylona z Pomiechówkiem. Znajduje tu się kościół pw. św. Anny – do parafii w Pomiechowie należy większość miejscowości gminy Pomiechówek.